# Фоулер, Алан
Алан Фоулер (Alan B. Fowler; род. 15 октября 1928, Денвер, Колорадо) — американский физик, специалист по физике твердого тела.
Доктор философии (1958), эмерит-фелло IBM (с 1993), где сотрудничал с 1958 по 1993 год. Член Национальных АН и Инженерной академии США (обеих — с 1990), иностранный член Лондонского королевского общества (2001).

## Биография
Окончил Политехнический институт Ренсселера (бакалавр, 1951; магистр, 1952). Служил в армии США. С 1953 по 1956 год работал в Raytheon Research. В 1958 году в Гарвардском университете получил степень доктора философии по прикладной физике. С того же 1958 по 1993 год сотрудник IBM, затем эмерит-фелло IBM.
Член Американской академии искусств и наук, фелло Американского физического общества и IEEE.
Отмечен John Price Wetherill Medal от Института Франклина (1981), IEEE David Sarnoff Award (1987), премией Оливера Бакли Американского физического общества (1988).